# Japan Cup 1995 (ciclismo)
La Japan Cup 1995, quarta edizione della corsa e valida come evento UCI categoria 1.3, si svolse il 31 ottobre 1995 su un percorso totale di 154,5 km. Fu vinta dall'italiano Claudio Chiappucci che terminò la gara in 4h13'08" alla media di 36,621 km/h.

## Ordine d'arrivo (Top 10)
| Pos. | Corridore          | Squadra       | Tempo    |
| ---- | ------------------ | ------------- | -------- |
| 1    | Claudio Chiappucci | Carrera       | 4h13'08" |
| 2    | Stefano Zanini     | Gewiss-Ballan | s.t.     |
| 3    | Mauro Gianetti     | Polti         | s.t.     |
| 4    | Pascal Hervé       | Polti         | a 1'08"  |
| 5    | Valerio Tebaldi    | Festina-Lotus | a 3'16"  |
| 6    | Oscar Pelliccioli  | Polti         | s.t.     |
| 7    | Stéphane Goubert   | Festina-Lotus | a 4'17"  |
| 8    | Jean-Cyril Robin   | Festina-Lotus | a 5'49"  |
| 9    | Stefano Checchin   | Carrera       | s.t.     |
| 10   | Simone Biasci      | Mercatone Uno | s.t.     |